# 上涌谷駅
上涌谷駅（かみわくやえき）は、宮城県遠田郡涌谷町掃部字沖名（かもんおきな）にある、東日本旅客鉄道（JR東日本）石巻線の駅である。
前谷地駅から乗り入れる気仙沼線の列車も停車する。

## 歴史
- 1957年（昭和32年）8月1日：日本国有鉄道（国鉄）石巻線の駅として開業[2][3][4]。気動車の旅客のみを取り扱う駅員無配置駅[5]。
- 1987年（昭和62年）4月1日：国鉄分割民営化により、東日本旅客鉄道（JR東日本）の駅となる[3]。
- 2024年（令和6年）10月1日：えきねっとQチケのサービスを開始[1][6]。

## 駅構造
単式ホーム1面1線を有する地上駅である。小牛田統括センター（小牛田駅）管理の無人駅で、自動券売機などは設置されていない。
待合室と電光掲示板がある。震災前に運行されていた快速「南三陸」は通過していた。

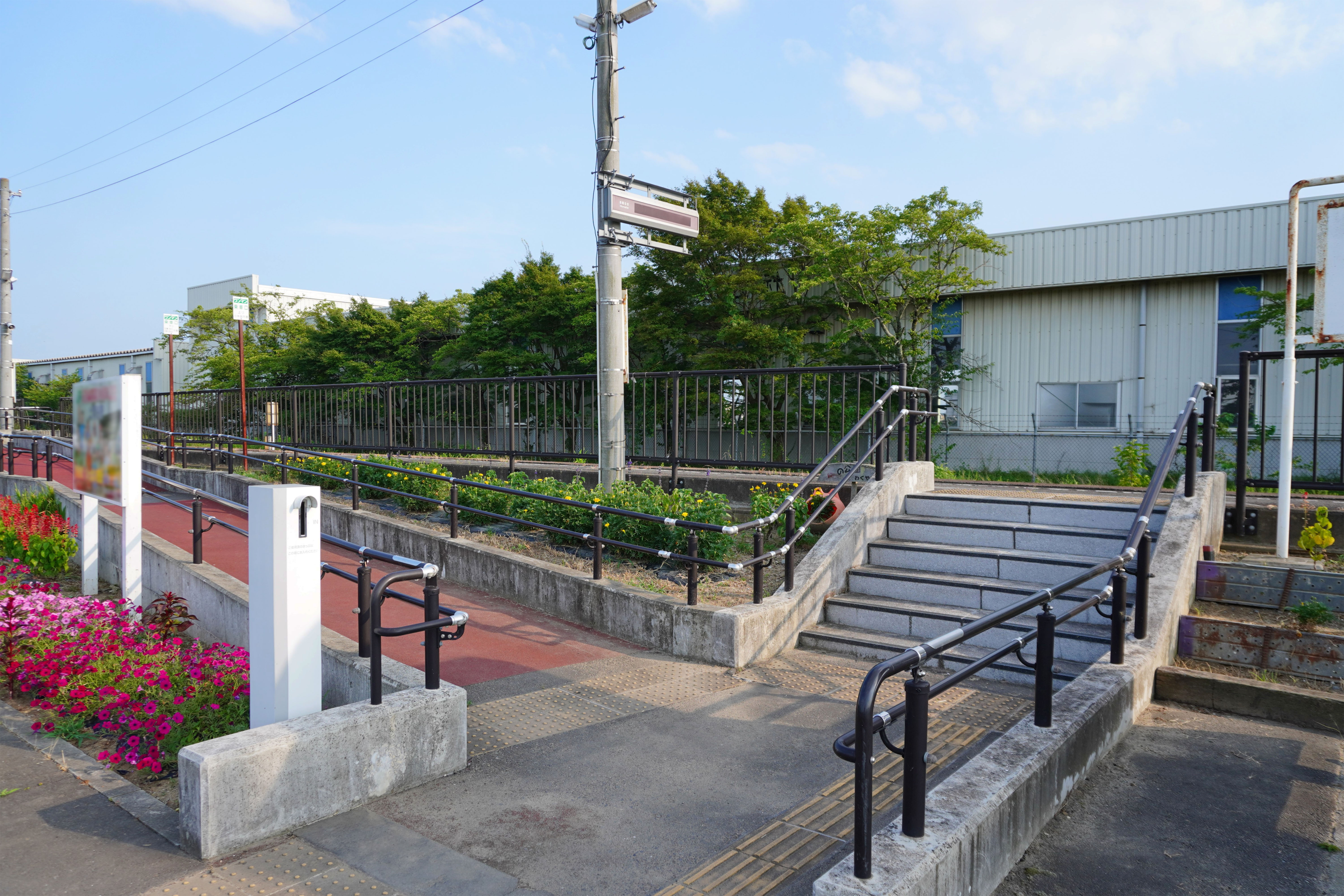
駅出入口（2023年7月）
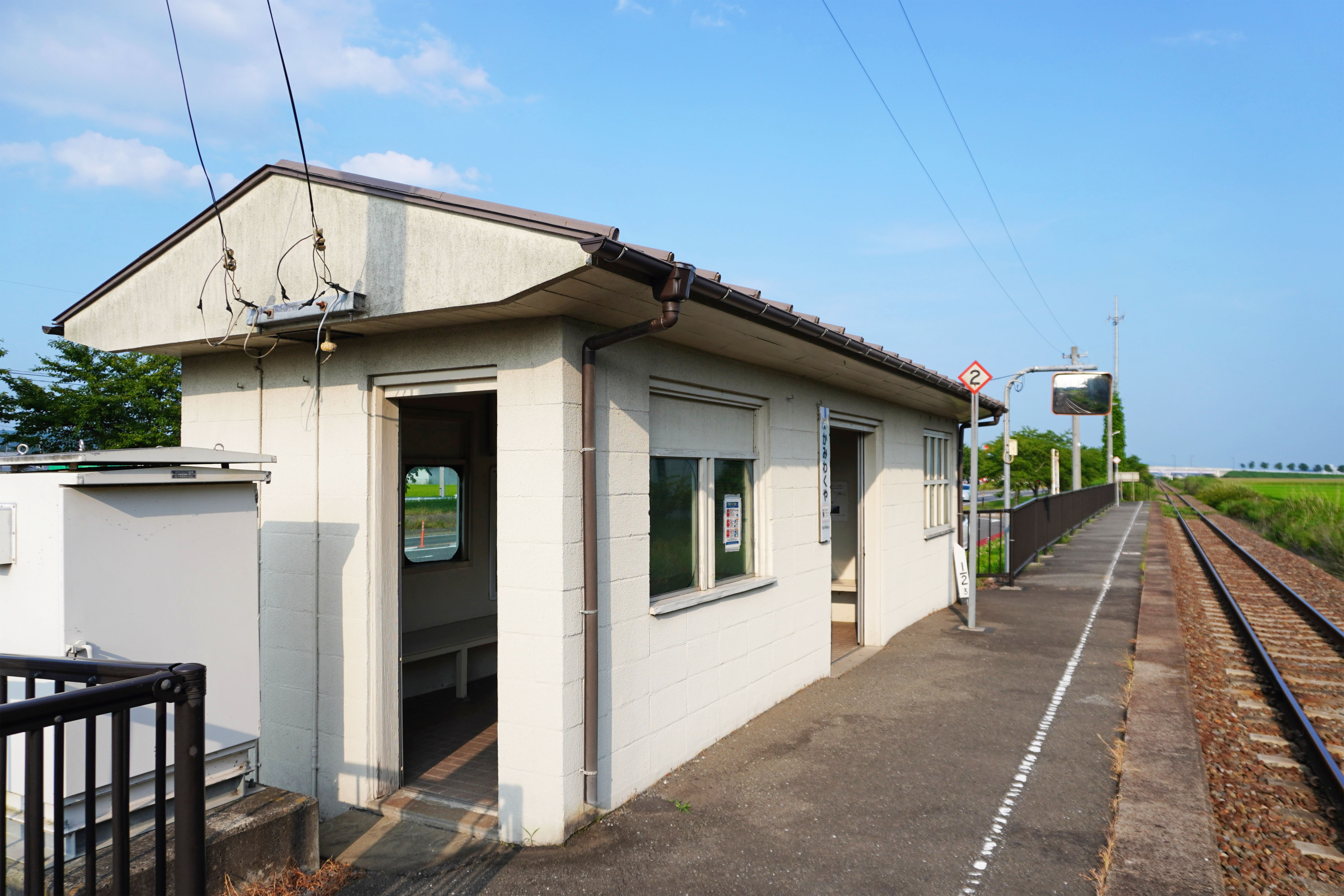
待合室外観（2023年7月）
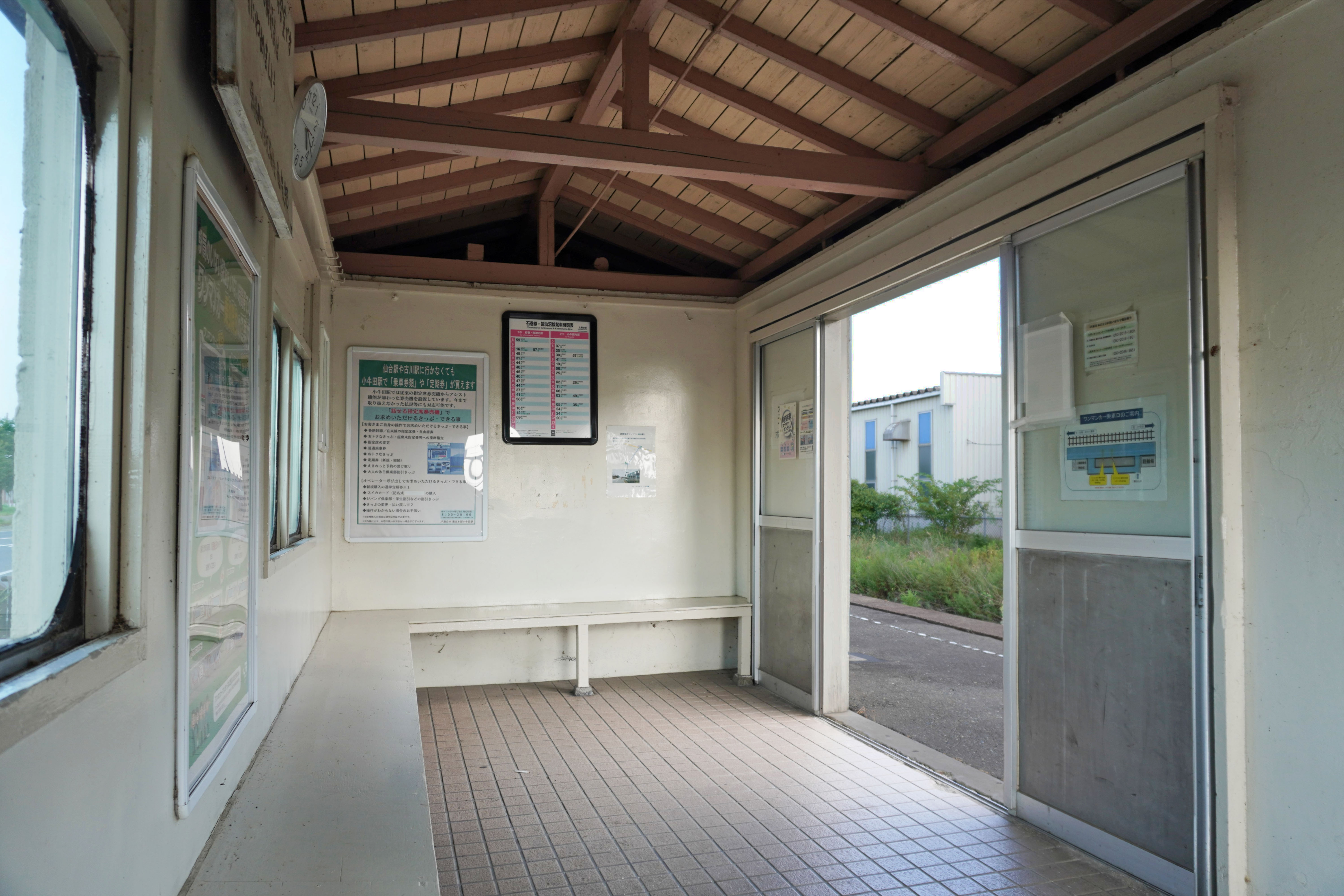
待合室内（2023年7月）

## 駅周辺
- 上涌谷駅開設記念碑[2]

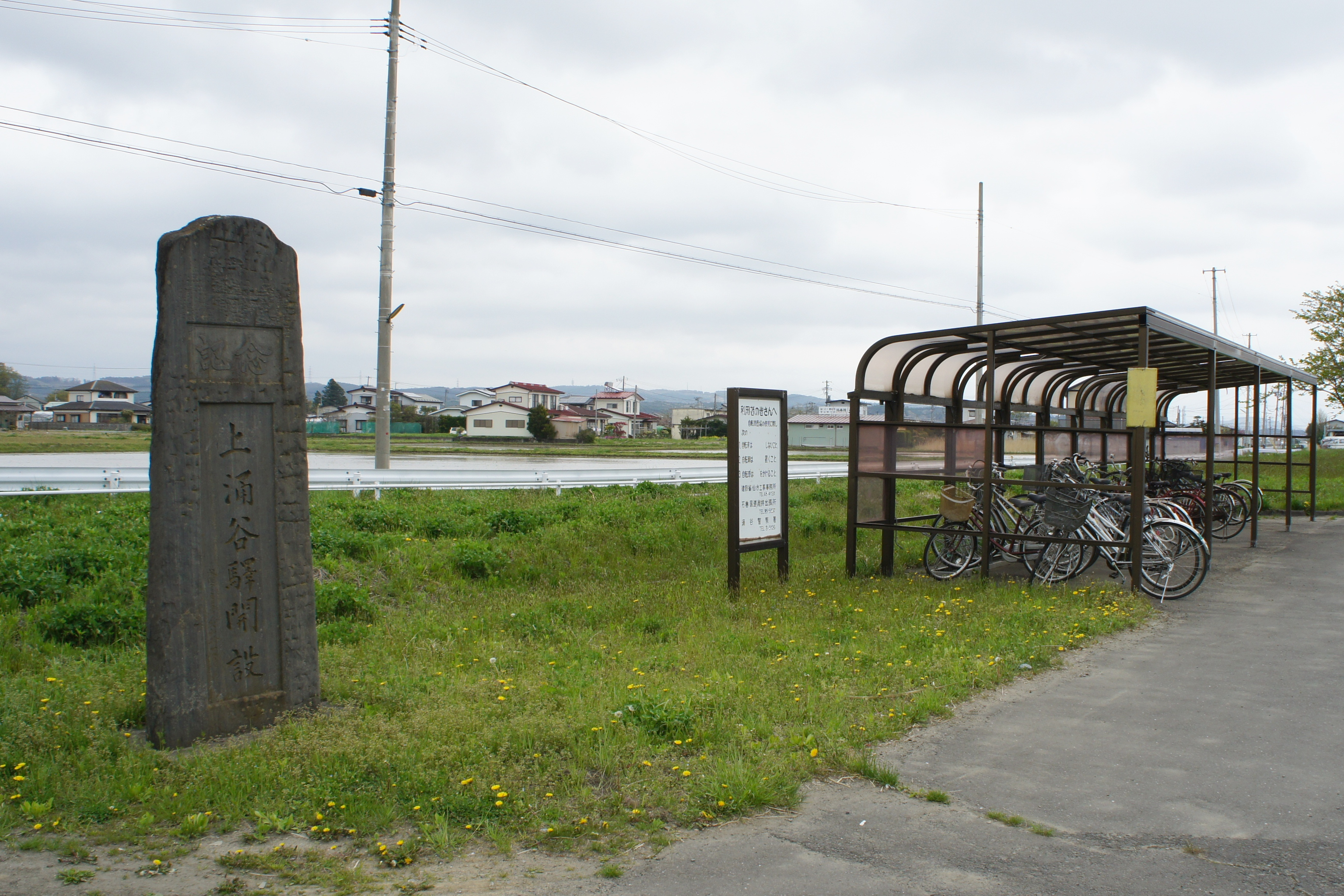
駅開設記念碑と駐輪場（2011年5月）

## 隣の駅
東日本旅客鉄道（JR東日本）
■石巻線・■気仙沼線（気仙沼線は小牛田駅 - 前谷地駅間石巻線）
小牛田駅 - 上涌谷駅 - 涌谷駅